# Vedat Vatansever
Vedat Vatansever (* 20. September 1969 in Bursa, Türkei) ist ein ehemaliger türkischer Fußballspieler, -trainer und -manager. Trotz seiner nur vierjährigen Tätigkeit für Bursaspor wird er als Eigengewächs stark mit diesem Verein assoziiert. Auf Fan- und Vereinsseite wird er als einer der bedeutendsten Spieler der Klubgeschichte aufgefasst. Aufgrund seiner blonden Haare und seiner schnellen und stürmischen Spielweise erhielt er zu Spielzeiten den Spitznamen Sarı Fırtına (zu dt.: Blonder Sturm).

## Spielerkarriere

### Verein
Vatansever kam 1969 in der westtürkischen Stadt Bursa auf die Welt. Zum Ende seiner Grundschulausbildung nahm er an einem Entry Draft von Bursaspor teil und wurde anschließend in die Nachwuchsabteilung dieses Vereins aufgenommen. Zur Saison 1986/87 erhielt er einen Profivertrag, wurde aber anschließend an die Reservemannschaft, damals Bursaspor B genannt, abgegeben. Diese Mannschaft spielte damals in der dritthöchsten Spielklasse, die damals als 3. Lig und heute als TFF 2. Lig bekannt ist. Mit dieser Mannschaft erreichte man die Meisterschaft der Drittligasaison 1987/88 und stieg in die zweithöchste Spielklasse, in die heutige TFF 1. Lig, auf. Zum Saisonende beschloss die Vereinsführung, dass Vatansever ein weiteres Jahr für die Reservemannschaft spielen sollte. Mit dieser erreichte er zum Saisonende die Meisterschaft der Zweitligasaison 1988/89. Da Reservemannschaften nicht in der gleichen Liga spielen durften wie die erste Mannschaft, wurde aber der Zweitplatzierte Bakırköyspor vom türkischen Fußballverband zum offiziellen Meister ernannt und stieg in die höchste türkische Spielklasse, in die heutige Süper Lig, auf. Für die Spielzeit 1989/90 wurde er vom neuangestellten Trainer Yılmaz Vural in den Profikader der 1. Mannschaft aufgenommen und langsam an die Mannschaft herangeführt. Hier saß er überwiegend auf der Ersatzbank und absolvierte lediglich drei Erstligaspiele. Die Mannschaft beendete die Saison auf dem 6. Tabellenplatz.
Für die Saison 1990/91 wurde er von damaligen rumänischen Trainer Ion Nunweiller als noch nicht ausreichend für das Profiteam befunden und auf die Liste der Spieler gesetzt, die ausgeliehen werden sollten. Um ihm Spielpraxis zu ermöglichen, wurde er für die Dauer einer Saison an den Zweitligisten Ayvalıkgücü verliehen. Für die Saison 1991/92 kehrte er zu Bursaspor zurück und wurde im Mannschaftskader behalten. Bursaspor startete in die Saison mit dem jugoslawischen Trainer Đorđe Milić. Dieser Trainer ließ Vatansever überwiegend auf der Ersatzbank sitzen und wechselte ihn lediglich einmal in einer Ligapartie gegen Beşiktaş Istanbul ein. Nachdem der Verein unter diesem Trainer weit hinter den Erwartungen geblieben war, wurde er Mitte November durch den früheren Trainer Yılmaz Vural ersetzt. Dieser Trainer hatte bereits vor zwei Jahren Vatansever in den Profikader geholt und war dafür bekannt, mit jungen Spielern zu arbeiten. So erhielt Vatansever schnell einen Stammplatz und schaffte den Durchbruch. In dieser Saison bildete er mit damals unbekannten Spielern wie Ali Nail Durmuş, Hakan Şükür, Taner Ertaş und Feti Okuroğlu, die alle später zu bekannten Größen des türkischen Fußballs werden sollten, eine erfolgreiche Mannschaft. Ergänzt wurde die Mannschaft durch Routiniers wie Feyzullah Küçük, Turan Şen, Ján Gabriel. Mit dieser Mannschaft erreichte man den 6. Tabellenplatz. Vatansever wurde mit elf Toren wettbewerbsübergreifend der treffsicherste Spieler seiner Mannschaft. Im Türkischen Fußballpokal derselben Spielzeit erreichte man das Finale. Im damals mit Hin- und Rückspiel ausgespielten Pokalfinale gewann Bursa das erste Spiel vor heimischer Kulisse deutlich mit 3:0 gegen Trabzonspor. Das Rückspiel verlor man mit 1:5 und verpasste so den sicher geglaubten Pokalgewinn. Vatansever hatte mit seinen fünf Pokalwettbewerbstreffern erheblich zum Finaleinzug beigetragen. Nach dem verpassten Pokalgewinn trat man im Premierminister-Pokal gegen Fenerbahçe Istanbul an. Das Spiel entschied Bursaspor mit 3:1 für sich und gewann nach 1971, in dem sich der Verein schon mal mit 1:0 gegen Fenerbahçe durchsetzte, diesen Pokal zum zweiten Mal. Vatansever erzielte dabei das entscheidende 3:1 für seine Mannschaft. Die weiteren Treffer erzielten die beiden anderen Youngsters Ali Nail Durmuş und Hakan Şükür. In der folgenden Spielzeit belegte man erneut den 6. Tabellenplatz und im türkischen Fußballpokal erreichte Bursaspor das Viertelfinale. Vatansever wurde hierbei gemeinsam mit Feti Okuroğlu mit sieben Treffern nach Ali Nail Durmuş, der acht erzielt hatte, zweiterfolgreichster Torschütze seines Vereins. Er erhielt zum Saisonende von den drei großen Istanbuler Vereinen Beşiktaş Istanbul, Fenerbahçe Istanbul und Galatasaray Istanbul Angebote, hielt aber seinem Heimatverein die Treue. Zum Sommer 1993 verließ der Trainer Vural den Verein und wurde durch den Deutschen Trainer Sepp Piontek ersetzt. Unter diesem neuen Trainer erreichte der Verein in neun Ligaspielen zehn Punkte und blieb so weit hinter den Erwartungen zurück. So reagierte die Vereinsführung und ersetzt Piontek durch Nevzat Güzelırmak. Auch unter diesem Trainer erlebte man eine durchwachsene Saison und belegte zum Saisonende den 9. Tabellenplatz. Vatansever genoss das Vertrauen beider Trainer. Durch diesen Misserfolg herrschte im Verein eine Missstimmung. Vatansever zerstritt sich mit zwei Vereinsvorstandsmitgliedern und musste als Resultat daraus den Verein verlassen.
Zum Sommer 1994 wechselte Vatansever innerhalb der Liga und heuerte beim Aufsteiger Petrol Ofisi SK an. Hier etablierte er sich sofort als Leistungstrainer und war mit acht Ligatoren treffsicherster Spieler seines Vereins. Da der Verein aber den Klassenerhalt verpasste, entschied sich Vatansever zu einem Wechsel.
Er einigte für die Spielzeit 1995/96 mit dem Erstligisten Samsunspor. Hier spielte er nur eine Saison und verließ anschließend Samsunspor Richtung Zweitligist Karşıyaka SK. Nach einem Jahr für Karşıyaka spielte er für kurze Phasen der Reihe nach für Eskişehirspor, Kestel Belediyespor und Bandırmaspor. Bei letzterem unterschrieb er einen Amateurvertrag und spielte in entsprechender Lizenz. Kurze Zeit später wechselte er zum Amateurverein Gemlikspor und beendete hier nach Vertragsende seine aktive Fußballerlaufbahn.

### Nationalmannschaft
Durch seine gezeigten Leistungen bei Bursaspor wurde Vatansever vom damaligen Nationalcoach Sepp Piontek im Rahmen eines Testspiels gegen die Bulgarien in den Kader der türkischen Nationalmannschaft nominiert. In dieser Partie vom 26. August 1992 wurde er in der 79. Minute für Hami Mandıralı eingewechselt und absolvierte sein erstes und einziges Länderspiel.

## Trainerkarriere
Von 2001 bis 2004 war Vatansever als Nachwuchstrainer bei seinem ehemaligen Verein Bursaspor tätig.

## Managerkarriere
Er arbeitete zeitweise als Fußballspielerberater bzw. -manager und betreute unter anderem Stjepan Tomas und Saša Ilić.

## Erfolge

### Als Spieler
- Mit Bursaspor
  - Türkischer Pokalfinalist (1): 1991/92
  - Başbakanlık Kupası (1): 1992

- Mit Bursaspor B
  - Meisterschaft der TFF 2. Lig (1): 1987/88
  - Aufstieg in die TFF 1. Lig (1): 1987/88
  - Meisterschaft der TFF 1. Lig (1): 1988/89 (inoffiziell)